# Маріо Альберто Кемпес (стадіон)
«Естадіо Маріо Альберто Кемпес» (ісп. Estadio Mario Alberto Kempes), раніше відомий як «Естадіо Кордова» (ісп. Estadio Córdoba), і має популярне назва Естадіо Олімпіко Шато Каррерас (ісп. Estadio Olímpico Chateau Carreras), — стадіон в Шато Каррерас, районі міста Кордови (Аргентина). Він використовується в основному для футбольних матчів, а також іноді для легкої атлетики.

## Історія
Стадіон був побудований в 1976 році для проведення ігор чемпіонату світу з футболу 1978 року. Місткість стадіону становить 57 000 глядачів, в той же час не для всієї цієї кількості передбачені сидячі місця як і у багатьох аргентинських стадіонів.
Більшість футбольних клубів в Кордові мають свої власні стадіони, але вважають за краще проводити свої домашні матчі на цьому стадіоні через його розміри і комфортність, особливо найбільш важливі ігри для клубів через їх високу відвідуванісь. Як правило на стадіоні приймає гостей футбольний клуб «Тальєрес», але крім того деякі свої домашні матчі на стадіоні проводять «Бельграно», «Інстітуто» і «Расінг». Збірна Аргентини з футболу також проводить свої домашні матчі на цьому стадіоні.
У 2006 і 2007 роках на стадіоні проходили спеціальні етапи Ралі Аргентина, частини Чемпіонату світу з ралі.
До Кубка Америки з футболу 2011 року була проведена реконструкція стадіону. 6 жовтня 2010 року стадіон було перейменовано на честь знаменитого аргентинського футболіста Маріо Альберто Кемпеса.

## Важливі матчі
Під час чемпіонату світу з футболу 1978 року стадіон прийняв два матчі групи 2, три матчі групи 4 та ще три гри під час другого групового раунду.
| Дата      | Раунд   | Збірна 1   | Рахунок | Збірна 2   |
| --------- | ------- | ---------- | ------- | ---------- |
| 3 червня  | Група 4 | Перу       | 3–1     | Шотландія  |
| 6 червня  | Група 2 | ФРН        | 6–0     | Мексика    |
| 7 червня  | Група 4 | Шотландія  | 1–1     | Іран       |
| 10 червня | Група 2 | ФРН        | 0–0     | Туніс      |
| 11 червня | Група 4 | Перу       | 4–1     | Іран       |
| 14 червня | Група A | Нідерланди | 5–1     | Австрія    |
| 18 червня | Група A | ФРН        | 2–2     | Нідерланди |
| 21 червня | Група A | Австрія    | 3–2     | ФРН        |

Стадіон також приймав три матчі групи B та півфінал під час Кубка Америки 1987 року; шість матчів групового етапу, два матчі 1/8 фіналу та по одній грі чверть- та півфіналу молодіжного чемпіонат світу з футболу 2001 року; на Кубку Америки 2011 року арена була місцем проведення двох матчів групи B, одного матчу групи A і однієї чвертьфінальної гри.

## Концерти на стадіоні
- Bon Jovi: 11 листопада 1993 (i'll Sleep When i'm Dead Tour), 18 вересня 2013 (Because We Can: The Tour)
- Луїс Мігель: 23 листопада 1994 (Segundo Romance Tour), 12 грудня 1996 (America Tour 1996).
- Шакіра: 3 березня 2011 (The Sun Comes Out World Tour).

Американська поп-співачка Мадонна виступала на стадіоні в останній день свого MDNA Tour 22 грудня 2012 року, під час шоу на стадіоні погасло світло, концерт продовжився через годину.